# Kozache
Kozache  (ucraniano: Козаче) es una localidad del Raión de Podilsk en el Óblast de Odesa de Ucrania. Según el censo de 2001, tiene una población de 84 habitantes.